# Шмитц, Тоби
Тоби Шмитц (англ. Toby Schmitz; род. 4 мая 1977, Перт) — австралийский актёр и драматург. Получил широкую известность благодаря роли Джека Рэкхема в телесериале «Чёрные паруса».

## Биография
Тоби Шмитц родился 4 мая 1977 года в Перте. Обучался актёрскому мастерству в национальном институте драматического искусства.
Долгое время играл в театре, а также писал пьесы, которые в дальнейшем ставились в австралийских театрах. Обладатель ряда австралийских театральных премий. В 2008 и 2010 году номинировался на «Sydney Theatre Awards».
Дебютировал на телевидении в 1996 году. Широкую известность получил после исполнения роли Джека Рэкхема в телесериале «Чёрные паруса», в котором снимался с 2014 по 2017 год.

## Избранная фильмография
| Год       |    | Русское название                | Оригинальное название          | Роль                |
| --------- | -- | ------------------------------- | ------------------------------ | ------------------- |
| 2000      | с  | Домой и в путь                  | Home and Away                  | Чарли Николас       |
| 2003      | ф  | Неисправимый оптимист           | The Rage in Placid Lake        | Булл                |
| 2004      | ф  | 16 лет. Любовь. Перезагрузка    | Somersault                     | Джон                |
| 2004—2005 | с  | Повара                          | The Cooks                      | Гейб Франкобелли    |
| 2010      | с  | Тихий океан                     | The Pacific                    | капитан Бёрнс Ли    |
| 2010      | с  | Отдел убийств                   | City Homicide                  | Эдриан Фаррелл      |
| 2011      | с  | Адвокаты                        | Crownies                       | детектив Дилан Торн |
| 2012      | с  | Леди-детектив мисс Фрайни Фишер | Miss Fisher's Murder Mysteries | Чарльз Фримен       |
| 2014—2017 | с  | Чёрные паруса                   | Black Sails                    | Джек Рэкхем         |
| 2017      | с  | Закон Ньютона                   | Newton's Law                   | Льюис Хьюз          |
| 2022      | мс | DOTA: Кровь дракона             | Dota: Dragon's Blood           | император Шабарра   |